# 布魯克林海茨 (密蘇里州)
布魯克林海茨（英語：Brooklyn Heights）是位於美國密蘇里州賈斯珀縣的村。

## 人口
根據2020年美國人口普查的數據，布魯克林海茨的面積為0.30平方千米，皆為陸地。當地共有人口101人，而人口密度為每平方千米337人。